# سیارک ۱۹۴۳۰
سیارک ۱۹۴۳۰ (به انگلیسی: 19430 Kristinaufer، نامگذاری:1998FO69) نوزده هزار و چهارصد و سی‌امین سیارک کشف شده‌است که در ۲۰ مارس ۱۹۹۸ کشف شد.
قدر مطلق سیارک برابر ۱۶.۲ است.